# Campionati slovacchi di ciclismo su strada
I Campionati slovacchi di ciclismo su strada sono la manifestazione ciclistica annuale che assegna il titolo di Campione di Slovacchia. I vincitori hanno il diritto di indossare per un anno la maglia di campione slovacco, come accade per il campione mondiale.

## Campioni in carica
| Uomini Elite | Uomini Elite           | Uomini Elite |
| ------------ | ---------------------- | ------------ |
| In linea     | Lukáš Kubiš            |              |
| Cronometro   | Matthias Schwarzbacher |              |
| Donne Elite  |                        |              |
| In linea     | Viktória Chladoňová    |              |
| Cronometro   | Viktória Chladoňová    |              |

## Albo d'oro

### Titoli maschili
Aggiornato all'edizione 2025.
| Anno | Vincitore          | Secondo          | Terzo                  |
| ---- | ------------------ | ---------------- | ---------------------- |
| 1996 | Martin Riška       | Milan Dvorsick   | Ján Valach             |
| 1997 | Ján Valach         | Miroslav Liptak  | Pavel Zaduban          |
| 1998 | Ján Valach         | Jan Sipeky       | Miroslva Liptak        |
| 1999 | Ján Valach         | Miroslva Liptak  | Martin Riška           |
| 2000 | Robert Nagy        | Roman Broniš     | Ondrej Slobodnik       |
| 2001 | Ján Valach         | Lubos Kondis     | Roman Broniš           |
| 2002 | Martin Riška       | Robert Nagy      | Miroslav Keliar        |
| 2003 | Martin Riška       | Robert Glovniak  | Roman Broniš           |
| 2004 | Martin Riška       | Matej Jurčo      | Miroslav Keliar        |
| 2005 | Martin Prazdnovsky | Ondrej Slobodnik | Roman Broniš           |
| 2006 | Maroš Kováč        | Zoltan Remak     | Martin Riška           |
| 2007 | Martin Riška       | Ján Valach       | Maroš Kováč            |
| 2008 | Matej Jurčo        | Roman Broniš     | Martin Prazdnovsky     |
| 2009 | Martin Velits      | Ján Valach       | Matej Jurčo            |
| 2010 | Jakub Novák        | Matej Vysna      | Martin Kostelnicak     |
| 2011 | Peter Sagan        | Matej Jurčo      | Marek Čanecký          |
| 2012 | Peter Sagan        | Peter Velits     | Patrik Tybor           |
| 2013 | Peter Sagan        | Maroš Kováč      | Patrik Tybor           |
| 2014 | Peter Sagan        | Peter Velits     | Patrik Tybor           |
| 2015 | Peter Sagan        | Juraj Sagan      | Patrik Tybor           |
| 2016 | Juraj Sagan        | Peter Sagan      | Michal Kolář           |
| 2017 | Juraj Sagan        | Peter Sagan      | Erik Baška             |
| 2018 | Peter Sagan        | Juraj Sagan      | Michal Kolář           |
| 2019 | Juraj Sagan        | Erik Baška       | Patrik Tybor           |
| 2020 | Juraj Sagan        | Erik Baška       | Lukáš Kubiš            |
| 2021 | Peter Sagan        | Matúš Štoček     | Lukáš Kubiš            |
| 2022 | Peter Sagan        | Lukáš Kubiš      | Matúš Štoček           |
| 2023 | Matúš Štoček       | Peter Sagan      | Lukáš Kubiš            |
| 2024 | Lukáš Kubiš        | Martin Svrček    | Richard Riška          |
| 2025 | Lukáš Kubiš        | Martin Svrček    | Matthias Schwarzbacher |

| Anno | Vincitore              | Secondo                | Terzo            |
| ---- | ---------------------- | ---------------------- | ---------------- |
| 1997 | Miroslav Liptak        | Ján Valach             | Ondrej Slobodnik |
| 1998 | Ján Valach             | Miroslav Liptak        | Ondrej Slobodnik |
| 1999 | Ondrej Slobodnik       | Ján Valach             | Milan Dvorscik   |
| 2000 | Ondrej Slobodnik       | Robert Nagy            | Jan Spak         |
| 2001 | Ján Valach             | Robert Glajza          | Robert Nagy      |
| 2002 | Ján Valach             | Martin Riška           | Miroslav Keliar  |
| 2003 | Robert Nagy            | Ondrej Slobodnik       | Miroslav Keliar  |
| 2004 | Matej Jurčo            | Ján Valach             | Robert Nagy      |
| 2005 | Matej Jurčo            | Ján Valach             | Ondrej Slobodnik |
| 2006 | Matej Jurčo            | Zoltan Remak           | Martin Riška     |
| 2007 | annullata              | annullata              | annullata        |
| 2008 | Matej Jurčo            | Robert Nagy            | Roman Broniš     |
| 2009 | Roman Broniš           | Pavol Polievka         | Robert Nagy      |
| 2010 | Martin Velits          | Pavol Polievka         | Robert Nagy      |
| 2011 | Pavol Polievka         | Roman Broniš           | Robert Nagy      |
| 2012 | Peter Velits           | Martin Velits          | Matej Jurčo      |
| 2013 | Peter Velits           | Maroš Kováč            | Milan Barényi    |
| 2014 | Peter Velits           | Maroš Kováč            | Patrik Tybor     |
| 2015 | Peter Sagan            | Maroš Kováč            | Patrik Tybor     |
| 2016 | Marek Čanecký          | Maroš Kováč            | Roman Broniš     |
| 2017 | Marek Čanecký          | Patrik Tybor           | Adrian Babic     |
| 2018 | Marek Čanecký          | Patrik Tybor           | Martin Haring    |
| 2019 | Jan Andrej Cully       | Marek Čanecký          | Patrik Tybor     |
| 2020 | Jan Andrej Cully       | Martin Haring          | Ronald Kuba      |
| 2021 | Ronald Kuba            | Lukáš Kubiš            | Ján Andrej Cully |
| 2022 | Ján Andrej Cully       | Marek Čanecký          | Ronald Kuba      |
| 2023 | Matúš Štoček           | Martin Jurík           | Marek Čanecký    |
| 2024 | Lukáš Kubiš            | Matthias Schwarzbacher | Dominik Dunár    |
| 2025 | Matthias Schwarzbacher | Lukáš Kubiš            | Martin Svrček    |

### Titoli femminili
Aggiornato all'edizione 2024.
| Anno | Vincitrice               | Seconda                  | Terza                    |
| ---- | ------------------------ | ------------------------ | ------------------------ |
| 1993 | Ildikó Páczová           | Lenka Ilavská            | Iveta Sitárová           |
| 1994 | Lenka Ilavská            | Elena Barillová          | Jaroslava Kománková      |
| 1995 | Eva Orvošová-Lowe        | Jaroslava Kománková      | Jana Niková              |
| 1996 | Lenka Ilavská            | Elena Barillová          | Jaroslava Kománková      |
| 1997 | Lenka Ilavská            | Ildikó Páczová           | Zlatica Bazola-Gavláková |
| 1998 | Lenka Ilavská            | Elena Barillová          | Jaroslava Kománková      |
| 1999 | Lenka Ilavská            | Elena Barillová          | Janette Böhmová          |
| 2000 | Zlatica Bazola-Gavláková | Elena Barillova          | Janka Števková           |
| 2001 | Lenka Ilavská            | Zlatica Bazola-Gavláková | Janka Števková           |
| 2002 | Zlatica Bazola-Gavláková | Alena Burešová           | Katarina Lehotská        |
| 2003 |                          |                          |                          |
| 2004 |                          |                          |                          |
| 2005 |                          |                          |                          |
| 2006 | Zuzana Vojtášová         |                          |                          |
| 2007 | Katarina Uhláriková      | Zuzana Vojtášová         |                          |
| 2008 | Eva Potočná              | Katarina Uhláriková      |                          |
| 2009 | Monika Kadlecová         | Alžbeta Bačíková         | Veronika Vilimova        |
| 2010 | Katarina Uhláriková      | Alžběta Bačíková         | Monika Kadlecová         |
| 2011 | Janka Števková           | Monika Kadlecová         | Julia Jurcová            |
| 2012 | Alžběta Bačíková         | Monika Kadlecová         | Lívia Hanesová           |
| 2013 | Monika Kadlecová         | Lívia Hanesová           | Andrea Juhásová          |
| 2014 | Monika Kadlecová         | Ľubica Ďaďová            | Alžběta Bačíková         |
| 2015 | Alžběta Bačíková         | Tereza Medveďová         | Lívia Hanesová           |
| 2016 | Janka Stevkova           | Lívia Hanesová           | Tereza Medveďová         |
| 2017 | Alžběta Bačíková         | Janka Stevkova           | Tereza Medveďová         |
| 2018 | Tereza Medveďová         | Tatiana Jaseková         | Alžběta Bačíková         |
| 2019 | Alžbeta Bačíková         | Tereza Medveďová         | Monika Kadlecová         |
| 2020 | Tereza Medveďová         | Janka Keseg Števková     | Radka Paulechova         |
| 2021 | Tereza Medveďová         | Radka Paulechova         | Nora Jenčušová           |
| 2022 | Nora Jenčušová           | Barbora Švrcková         | Tereza Medveďová         |
| 2023 | Nora Jenčušová           | Tereza Medveďová         | Barbora Švrcková         |
| 2024 | Nora Jenčušová           | Terézia Ciriaková        | Alžbeta Bačíková         |
| 2025 | Viktória Chladoňová      | Sofia Ungerová           | Nora Jenčušová           |

| Anno | Vincitrice               | Seconda                  | Terza               |
| ---- | ------------------------ | ------------------------ | ------------------- |
| 1993 | Lenka Ilavská            | Elena Barillová          | Iveta Sitárová      |
| 1994 | Lenka Ilavská            | Elena Barillová          | Ildikó Páczová      |
| 1995 | Lenka Ilavská            | Jaroslava Kománková      | Elena Barillová     |
| 1996 | Lenka Ilavská            | Elena Barillová          | Jaroslava Kománková |
| 1997 | Lenka Ilavská            | Ildikó Páczová           | Elena Barillová     |
| 1998 | Lenka Ilavská            | Elena Barillová          | Janette Böhmová     |
| 1999 | Elena Barillová          | Janette Böhmová          | Jaroslava Kománková |
| 2000 | Lenka Ilavská            | Zlatica Bazola-Gavláková | Elena Barillová     |
| 2001 | Lenka Ilavská            | Zlatica Bazola-Gavláková | Elena Barillová     |
| 2002 | Zlatica Bazola-Gavláková | Elena Barillová          | Eva Potočná         |
| 2003 |                          |                          |                     |
| 2004 |                          |                          |                     |
| 2005 |                          |                          |                     |
| 2006 | Zuzana Vojtášová         |                          |                     |
| 2007 |                          |                          |                     |
| 2008 | Katarína Uhláriková      | Eva Potočná              |                     |
| 2009 | Alžběta Bačíková         | Monika Kadlecová         | Katarína Uhláriková |
| 2010 | Alžběta Bačíková         | Monika Kadlecová         | Zuzana Vojtášová    |
| 2011 | Alžběta Bačíková         | Monika Kadlecová         | Katarína Uhláriková |
| 2012 | Janka Števková           | Alžběta Bačíková         | Kristina Lapinová   |
| 2013 | Alžběta Bačíková         | Michaela Maláriková      | Monika Kadlecová    |
| 2014 | Michaela Maláriková      | Janka Števková           | Lívia Hanesová      |
| 2015 | Tereza Medveďová         | Alžběta Bačíková         | Lívia Hanesová      |
| 2016 | Lucia Valachova          | Janka Števková           | Tatiana Jaseková    |
| 2017 | Janka Stevkova           | Lucia Valachova          | Tereza Medveďová    |
| 2018 | Tatiana Jaseková         | Livia Hanesova           | Alžběta Bačíková    |
| 2019 | Tatiana Jaseková         | Mariana Findrova         | Andrea Šimora       |
| 2020 | Tereza Medveďová         | Janka Števková           | Tatiana Jaseková    |
| 2021 | Nora Jenčušová           | Janka Števková           | Nikola Corbova      |
| 2022 | Nora Jenčušová           | Janka Števková           | Petra Machálková    |
| 2023 | Nora Jenčušová           | Rebeka Cully             | Tereza Medveďová    |
| 2024 | Nora Jenčušová           | Zuzana Michaličková      | Alžbeta Bačíková    |
| 2025 | Viktória Chladoňová      | Nora Jenčušová           | Sofia Ungerová      |